# Pannychella callicera
Pannychella callicera är en skalbaggsart som först beskrevs av Bates 1881.  Pannychella callicera ingår i släktet Pannychella och familjen långhorningar. Inga underarter finns listade i Catalogue of Life.